# Columba (género)
Columba é o gênero de aves columbiformes, família Columbidae, que compreende pombos de médio a grande porte.
Algumas espécies do género Columba foram incluídas em um novo género, Patagioenas.

## Espécies
Existem 35 espécies reconhecidas no gênero, das quais duas estão extintas:
- Columba livia
- Columba rupestris
- Columba leuconota
- Columba guinea
- Columba albitorques
- Columba oenas
- Columba eversmanni
- Columba oliviae
- Columba palumbus
- Columba trocaz
- Columba bollii
- Columba junoniae
- Columba unicincta
- Columba arquatrix
- Columba sjostedti
- Columba thomensis
- Columba polleni
- Columba hodgsonii
- Columba albinucha
- Columba pulchricollis
- Columba elphinstonii
- Columba torringtoniae
- Columba punicea
- Columba argentina – (pensado que estivesse extinto, redescoberto em 2008)
- Columba palumboides
- Columba janthina
- †Columba versicolor – extinto (1890)
- †Columba jouyi – extinto (final da década de 1930)
- Columba vitiensis
- Columba leucomela
- Columba pallidiceps
- Columba delegorguei
- Columba iriditorques
- Columba malherbii
- Columba larvata – às vezes colocado em Aplopelia